# 迪克森維爾 (佛羅里達州)
迪克森維爾（英語：Dixonville）是位於美國佛羅里達州聖羅薩縣的一個人口普查指定地區。

## 地理
迪克森維爾的座標為30°59′11″N 87°02′28″W / 30.98639°N 87.04111°W，而該地最高點為海拔高度2米（即7英尺）。

## 人口
根據2010年美國人口普查的數據，迪克森維爾的面積為12.92平方千米，當中陸地面積為12.87平方千米，而水域面積為0.05平方千米。當地共有人口181人，而人口密度為每平方千米14人。